# Müstair
Müstair (hasta 1943 oficialmente en alemán Münster GR, en italiano Monastero) era una comuna suiza del cantón de los Grisones, situada en el antiguo distrito de Inn, círculo de Val Müstair. La localidad es conocida por albergar el convento benedictino de San Juan, declarado Patrimonio de la Humanidad por la Unesco, debido al extraordinario ciclo de frescos de época carolingia (siglo IX) que se conserva en él.
El 1 de enero de 2009 se fusionó con las antiguas comunas de Fuldera, Lü, Santa Maria Val Müstair, Tschierv y Valchava, constituyendo así la nueva comuna de Val Müstair.